# Национальный исторический музей Республики Беларусь

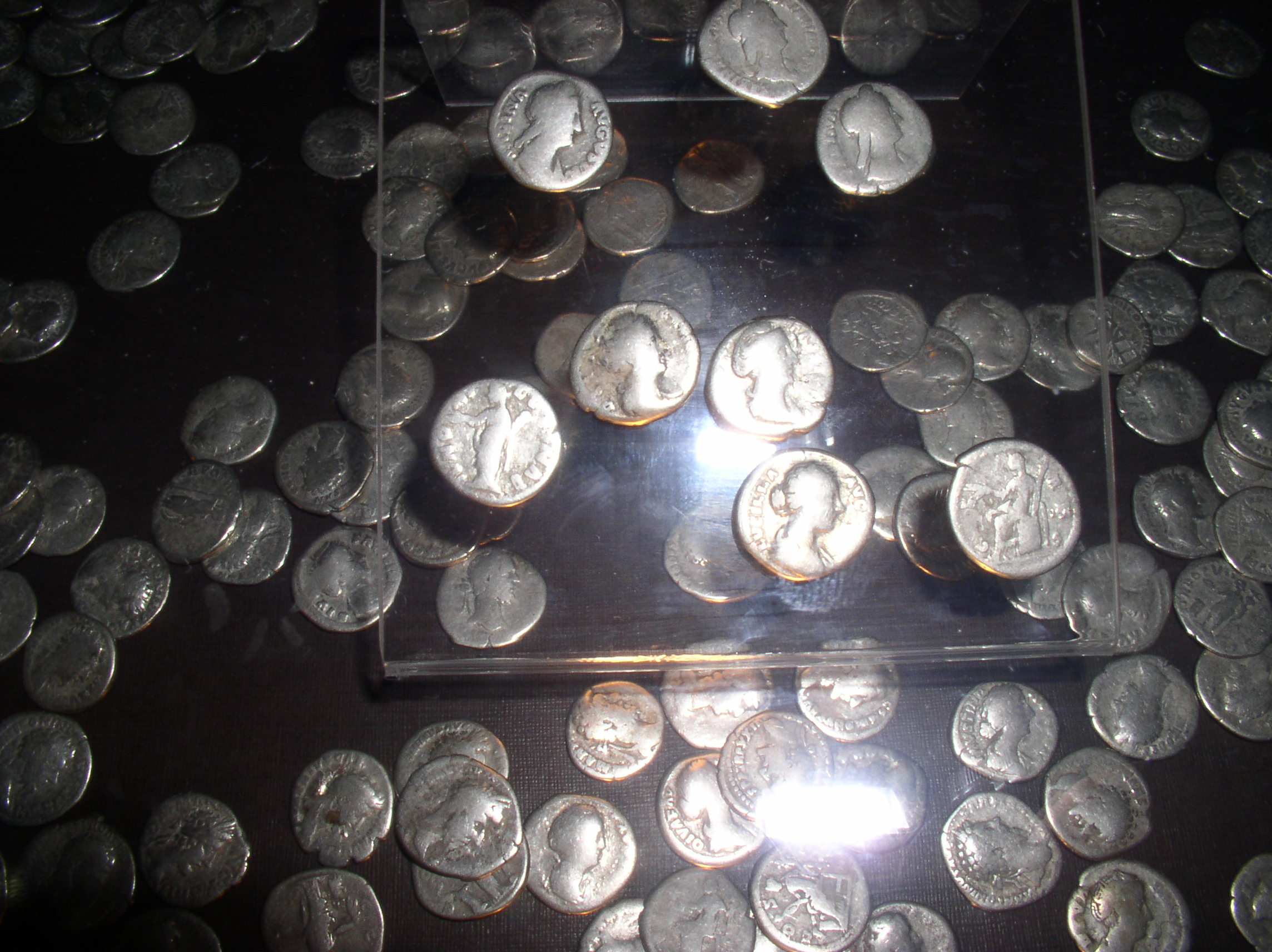
Клад римских монет I—II веков н. э. в экспозиции музея

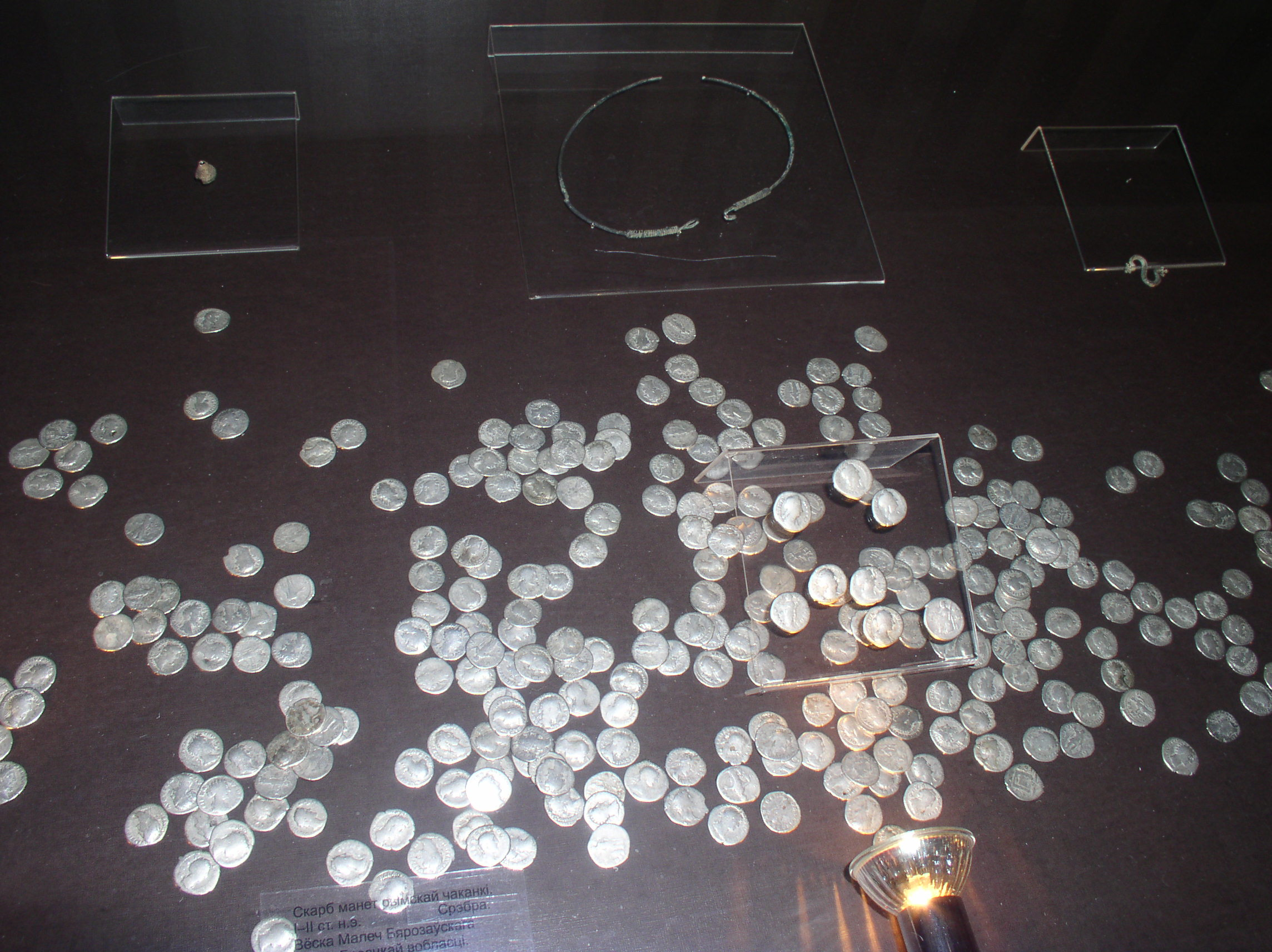
Клад римских монет I—II веков н. э. в экспозиции музея

Национальный исторический музей Республики Беларусь (бел. Нацыянальны гістарычны музей Рэспублікі Беларусь), до 15 сентября 2009 года — Национальный музей истории и культуры Беларуси (бел. Нацыянальны музей гісторыі і культуры Беларусі) — крупнейший по числу единиц хранения музей Республики Беларусь. Расположен в Минске на улице Карла Маркса.

## История

### Музей Минского церковно-археологического комитета
В 1908 году в Минске усилиями городской интеллигенции при финансовой поддержке православной церкви был открыт музей Минского церковно-археологического комитета, наподобие аналогичных музеев в Могилёве и Витебске. С 1909 года было выпущено 4 сборника работ церковно-археологического комитета, посвящённых различным историческим событиям, произошедшим на территории Минской губернии.
Для экспозиции были выделены две комнаты архиерейского дома. Музей принимал посетителей по понедельникам. Члены комитета дежурили в музее, давали комментарии к экспозициям во время осмотра, а также читали посетителям лекции по истории.
Во время Первой мировой войны музей был эвакуирован в Рязань.

### Минский городской музей
В 1912 году при активном содействии Минского общества любителей естествознания, этнографии и археологии и финансовой поддержке Минской городской думы, выделившей 2 тыс. рублей и отдельное помещение, был создан Минский городской музей. Он состоял из 5 отделов:
- археологический
- естественнонаучный
- исторический
- художественно-промышленный
- этнографический

Фонды музея активно пополнялись добровольными пожертвованиями горожан и членов общества любителей естествознания, этнографии и археологии. В 1913 году открылась первая выставка. В музее появились коллекции минералов и почвы. Выставлялись также чучела животных (преимущественно обитавших на территории Минской губернии), археологические находки (включая отдельную нумизматическую коллекцию) и образцы народного творчества. В 1916 году на базе музея открылась выставка живописи и декоративно-прикладного искусства.

### Белорусский государственный музей
В 1920 году был открыт созданный на базе фондов Минского городского музея и возвращённых из Рязани фондов музея Минского церковно-археологического комитета Минский областной музей.
В 1923 году на базе Минского областного музея был создан Белорусский государственный музей. В его составе были созданы следующие отделы:
- археологический;
- старинного белорусского военного снаряжения;
- еврейский;
- нумизматический;
- палеографический;
- «старый Минск»;
- художественный;
- церковный;
- этнографический.

При музее была создана библиотека.
В 1924 году были созданы филиалы Белорусского государственного музея в Витебске и Могилёве, а в 1926 году — в Гомеле. 
В Белорусский государственный музей перевезли коллекции музея бывшей Мстиславской духовной семинарии, бывшего музея в Горы-Горках, наиболее ценные предметы из Слуцкого краеведческого музея. Бобруйское краеведческое общество передало в Минск 537 серебряных монет 1612-1650 гг. В 1926 г. из Витебского музея в БГМ переданы памятники еврейской культуры из бывшей частной коллекции А. Бродовского. 
Руководство музея пыталось вернуть в Беларусь первоклассные памятники белорусской культуры, которые были вывезены в конце XVIII — начале XX в. в Россию. Однако удалось вернуть немногое: шрифт и оборудование древней еврейской типографии, древней работы Тору, ханукальную лампаду Любавичского равина Шеерсона, серебряные украшения к Торе, серебряный крест XVII в. из заславской церкви и два слуцких пояса. Просьбы по возвращению остальных ценных памятников белорусского происхождения СНК СССР отклонил. Вместо этого в 1926-1927 гг. из России в музейный фонд было передано около 70 картин русских художников: Айвазовского, И. Репина, К. Маковского, Г. Семиградского, В. Серова и др., около 600 древних монет, более 40 древних предметов из фарфора и хрусталя, 40 гравюр, скульптуры М. Антокольского, 5 икон и 40 книг по истории искусства.
Во время Великой Отечественной войны музей не функционировал, большинство его коллекций были разграблены или уничтожены во время оккупации.

### После Великой Отечественной войны
В 1957 году был создан Белорусский государственный историко-краеведческий музей, в 1964 году переименованный в Государственный музей БССР. 17 декабря 1992 года музей получил название — Национальный музей истории и культуры Беларуси.
15 сентября 2009 года музей переименован в Национальный исторический музей Республики Беларусь (бел. Нацыянальны гістарычны музей).
Национальному историческому музею Республики Беларусь принадлежат сейчас 2 здания. Оба внесены в список историко-культурных ценностей Республики Беларусь.
Основное здание по ул. К. Маркса, 12 возведено в 1903—1905 гг. Вначале в нем размещалось отделение Государственного банка России. После Октябрьской революции здесь размещались в разные годы ЦК КП(б)Б и ЦК ЛКСМБ, народный комиссариат финансов БССР, редакция журнала «Работніца і сялянка», исполнительный комитет горсовета и другие государственные учреждения. Во время реконструкции в 1934 г. был достроен 3-й этаж. Государственный музей БССР размещается в этом здании с 1967 г.
Здание филиала «Дом-музей І съезда РСДРП» построено в 1923 г., разрушено во время Великой Отечественной войны. Отстроено в соответствии с макетом, находящимся в Музее революции в Москве в 1948 г.
В 2009 году музею было передано ещё одно, построенное в начале XIX в., здание по адресу ул. Фрунзе, 19. Но в 2012 году это здание передали Следственному комитету Республики Беларусь.

## Современное состояние
В настоящее время в музее содержится около 370 тысяч единиц хранения, при этом их число постоянно растёт. В связи с этим в последнее время появилась проблема переполнения подвальных помещений здания музея, предназначенных для хранения экспонатов. Кроме того, ограничения экспозиционной площади не позволяют разработать новые экспозиции со введением в оборот многочисленных невостребованных экспонатов из музейных фондов.
В фондах музея хранятся следующие коллекции:
- археологическая
- изобразительного искусства
- иконописи
- керамики
- книгопечатания
- народного искусства
- народной одежды
- нумизматическая
- оружия
- письменных источников
- сфрагистики
- фарфора и стекла
- фотодокументальных источников
- этнографии

В музее на постоянной основе работают 10 экспозиционных и выставочных залов. Уже несколько лет открыты экспозиции «Древняя Беларусь (первобытная эпоха и Средневековье)», «Старинная геральдика Беларуси», «Из истории оружия», «Старый городской быт (XIX — начало XX вв.)». Регулярно проводятся различные выставки, в том числе и совместно с иностранными музеями. Также ведётся активная научная работа.

## Галерея экспонатов

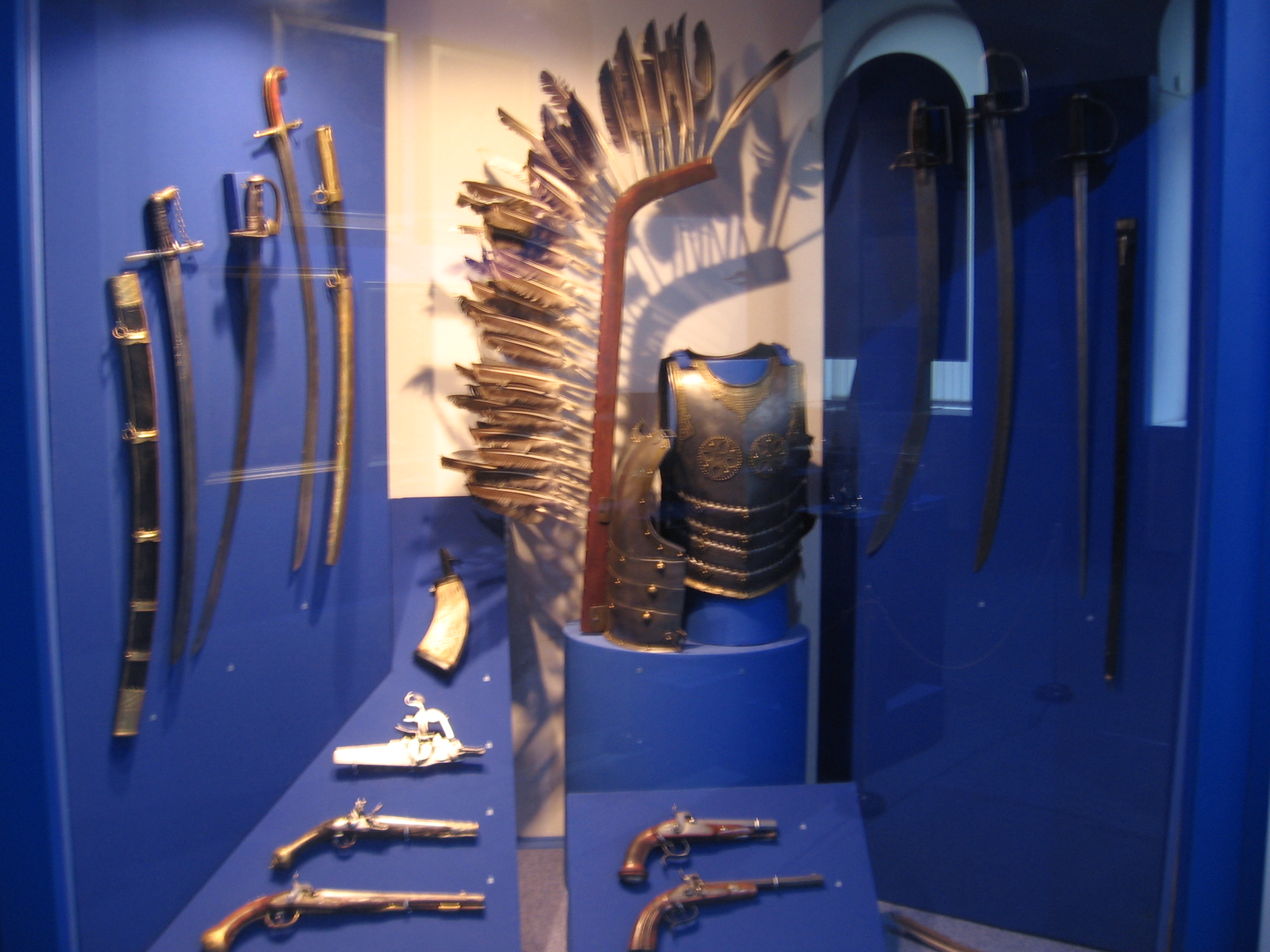
Обмундирование и снаряжение гусар Речи Посполитой
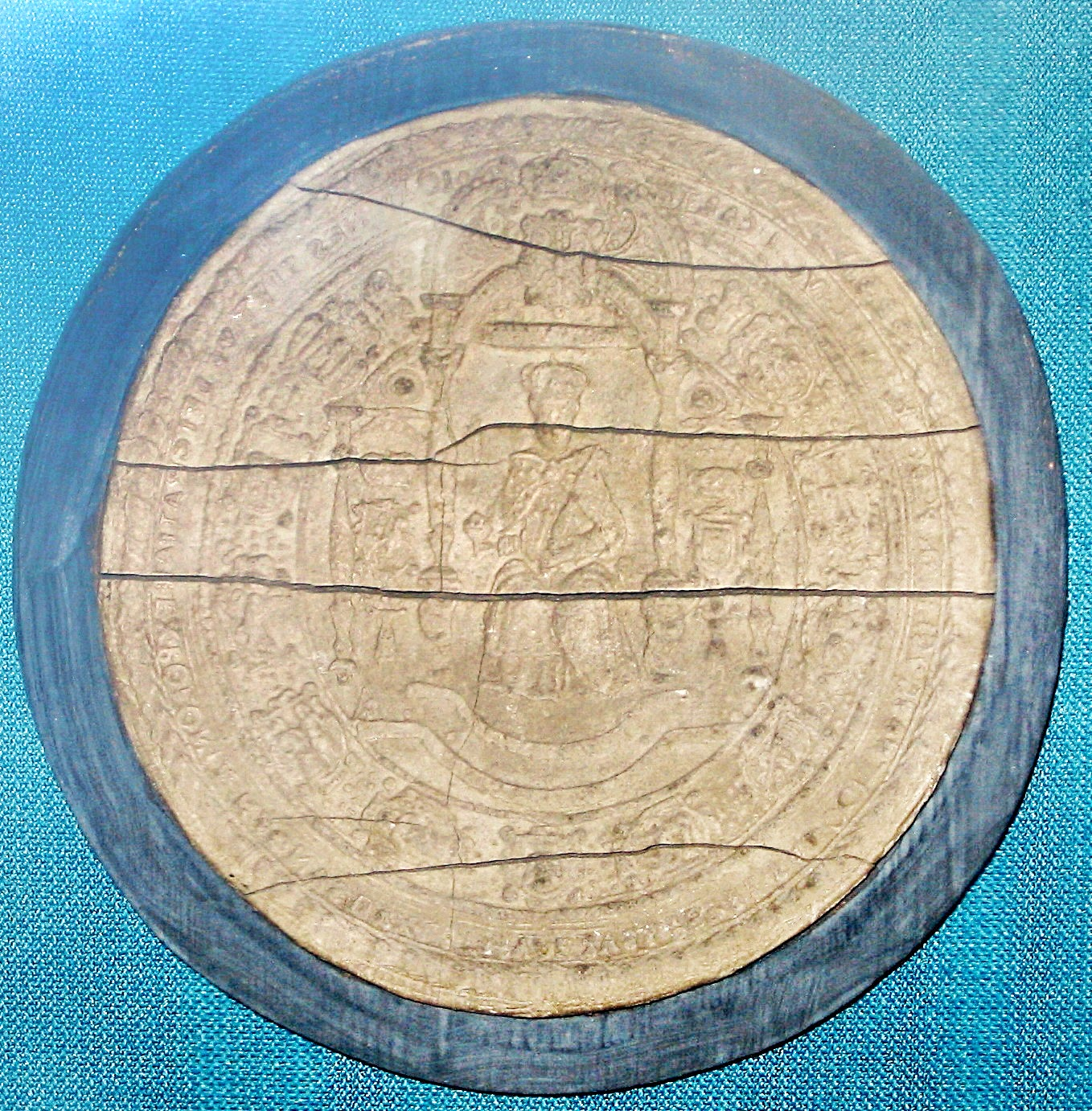
Печать Яна Собеского
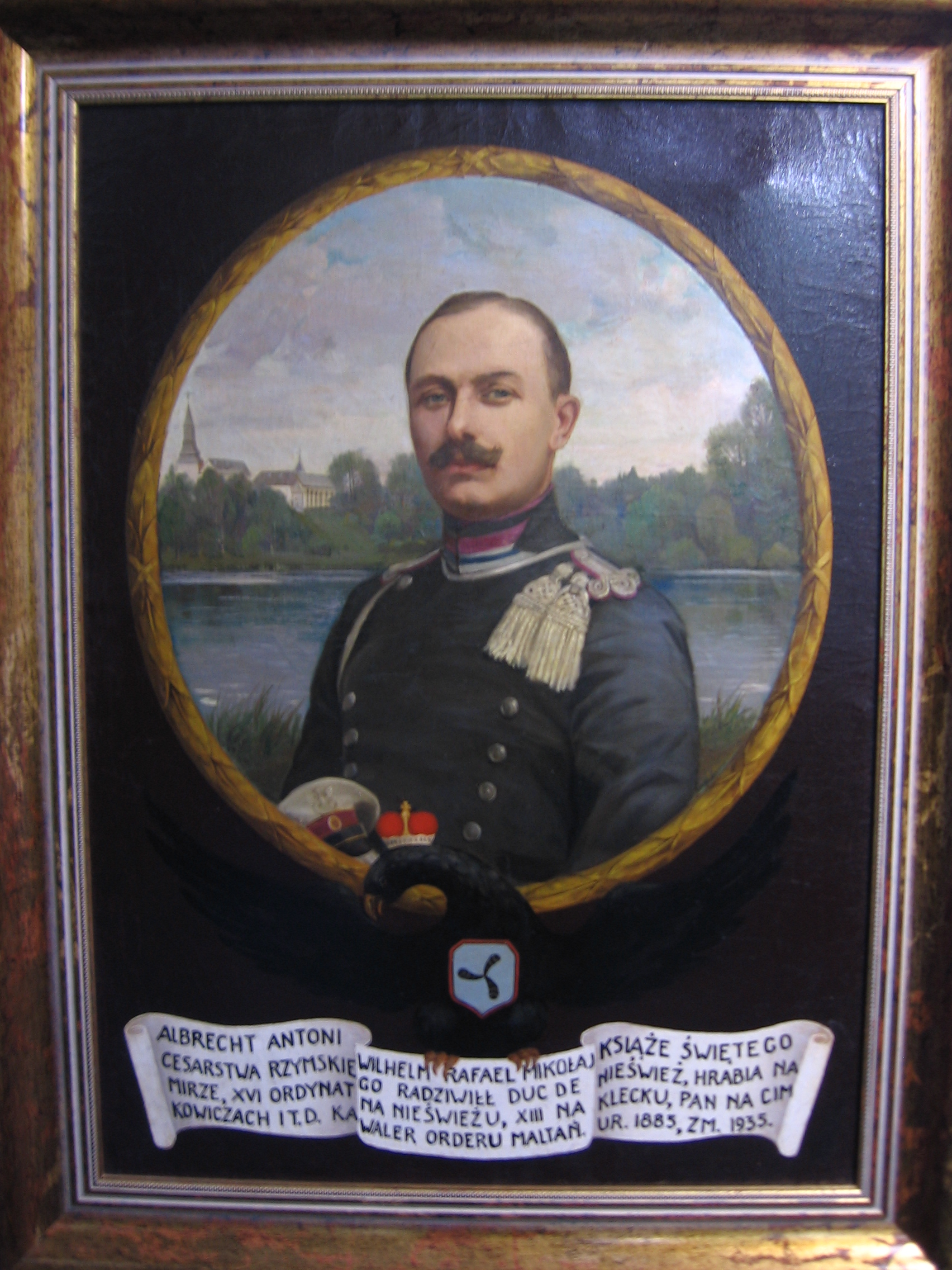
Альбрехт Антоний Радзивилл. Неизв. художник. Первая четв. XX века. Холст, масло.
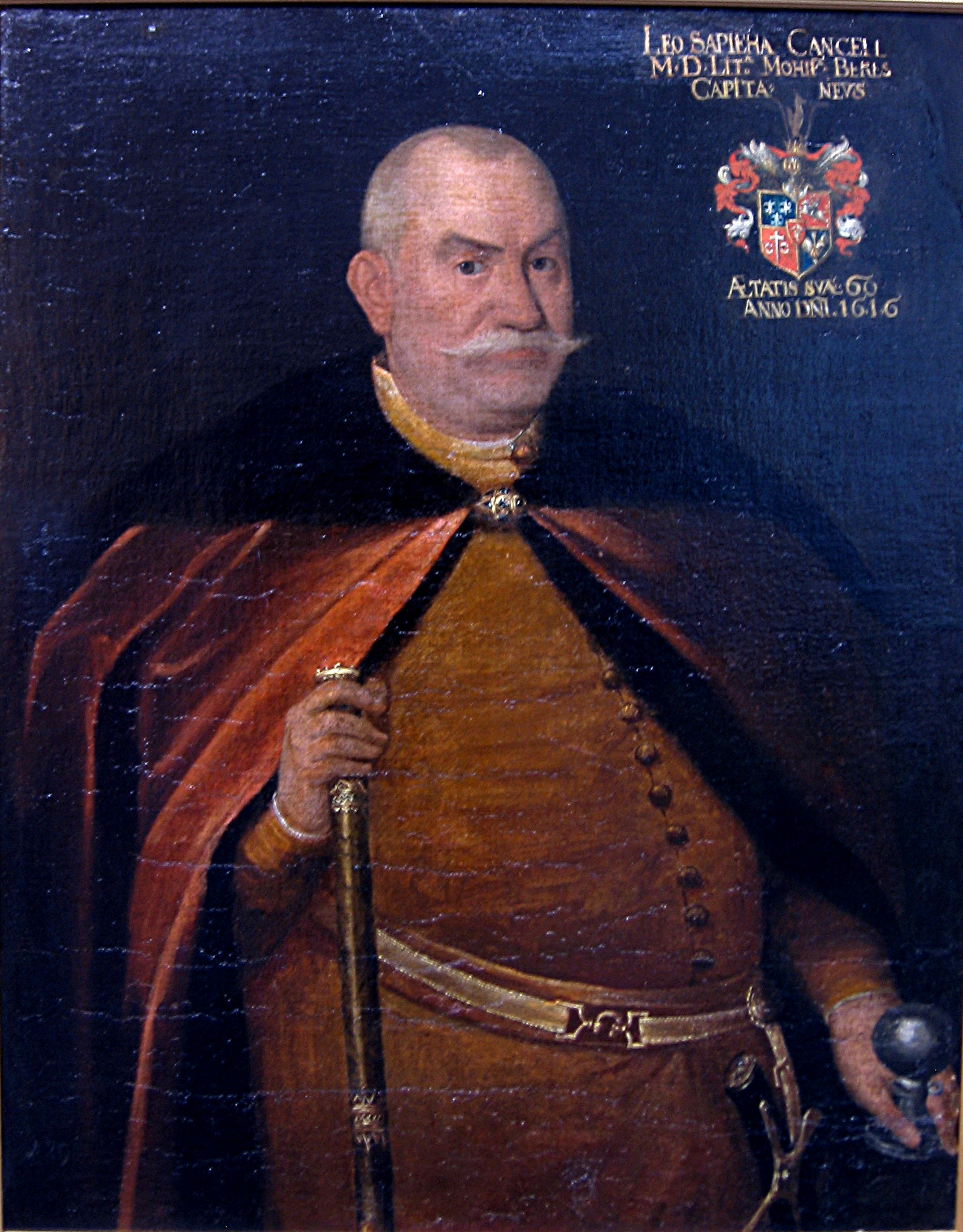
Лев Сапега. Неизв. художник. 1617 г.
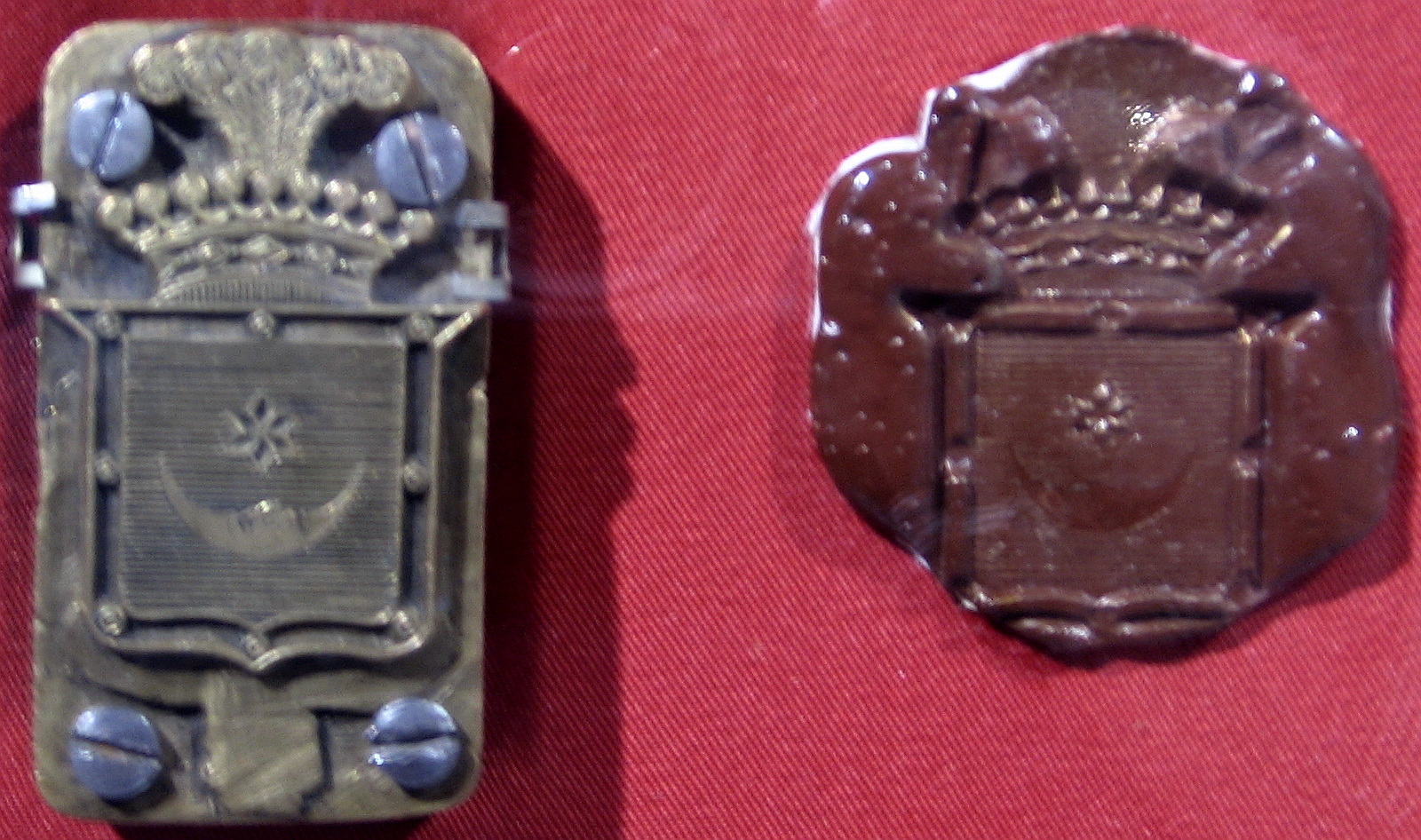
Мемориальные материалы Эмерика и Кароля, графов Гуттен-Чапских
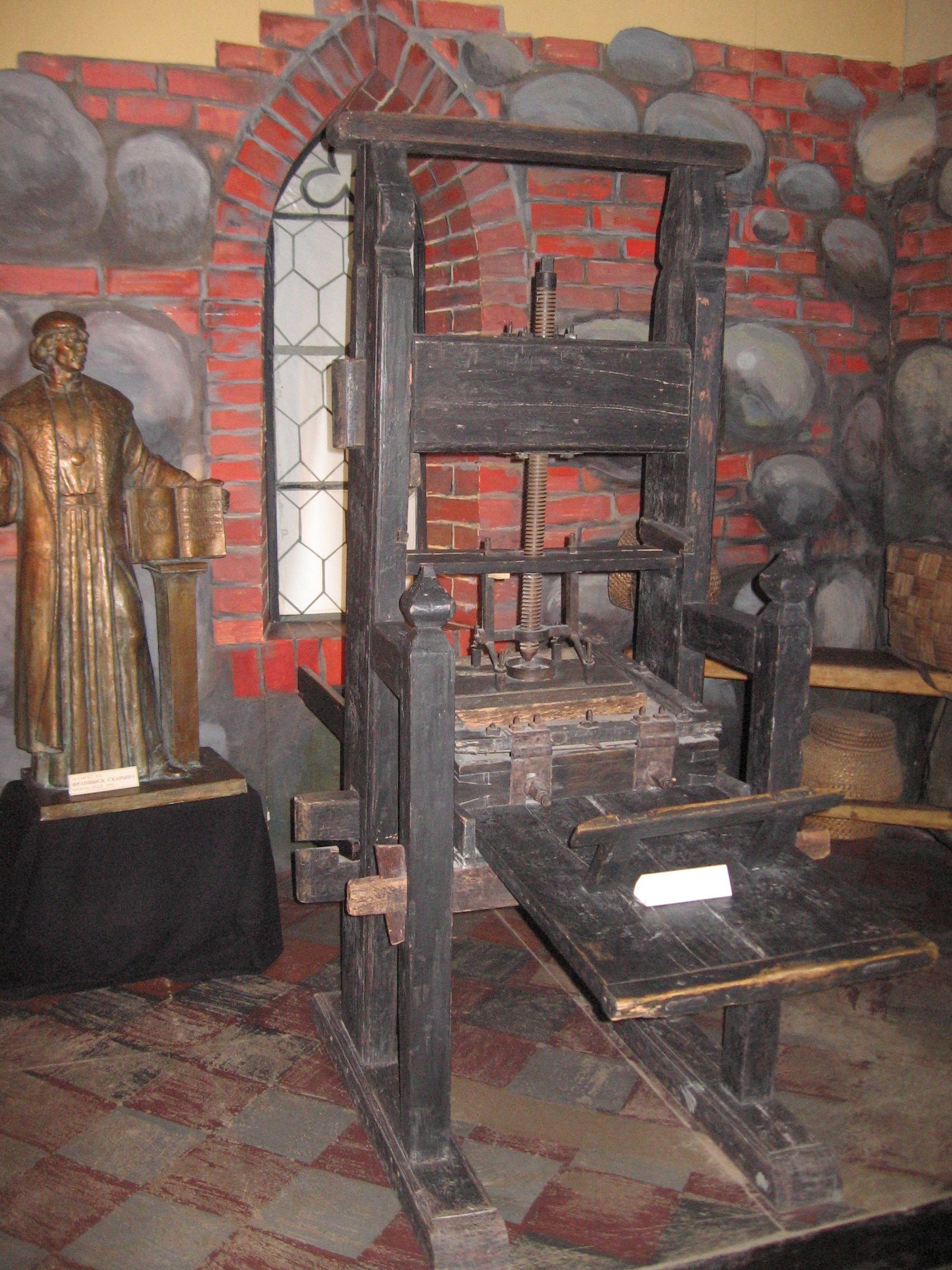
Печатный станок Гутенберга, на котором печатал Ф. Скорина
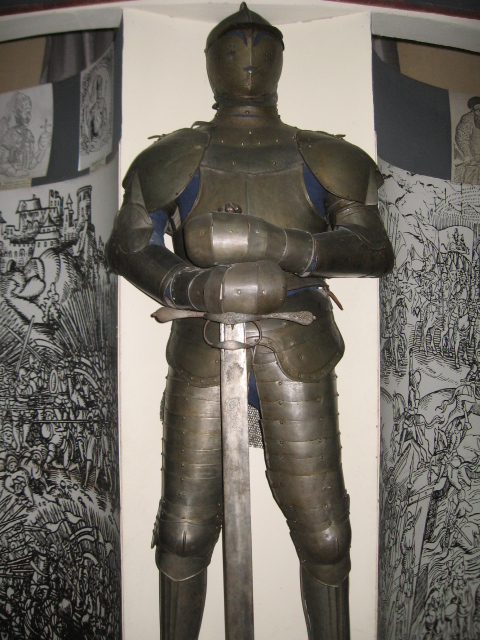
Рыцарь
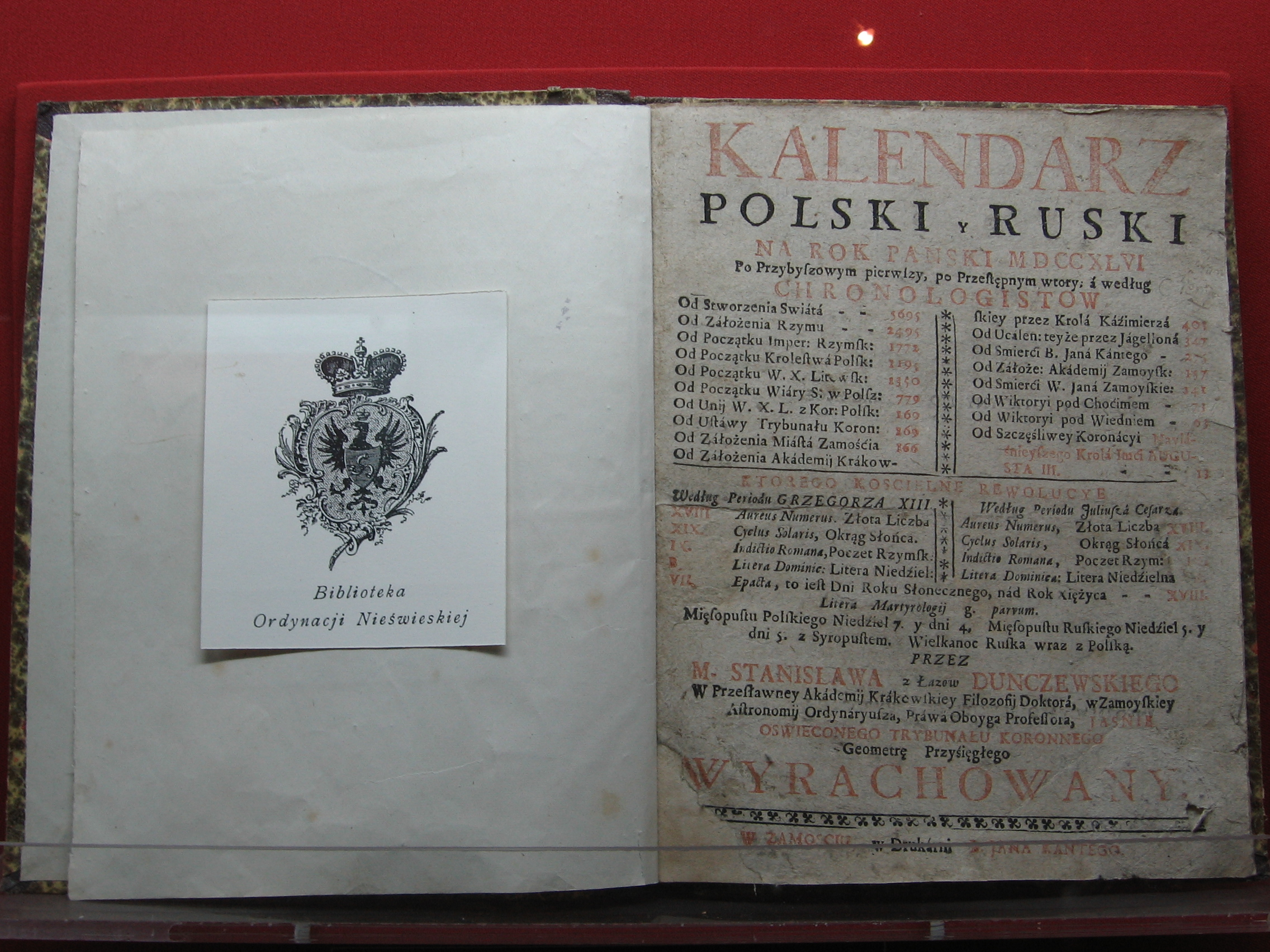
Польско-русский календарь
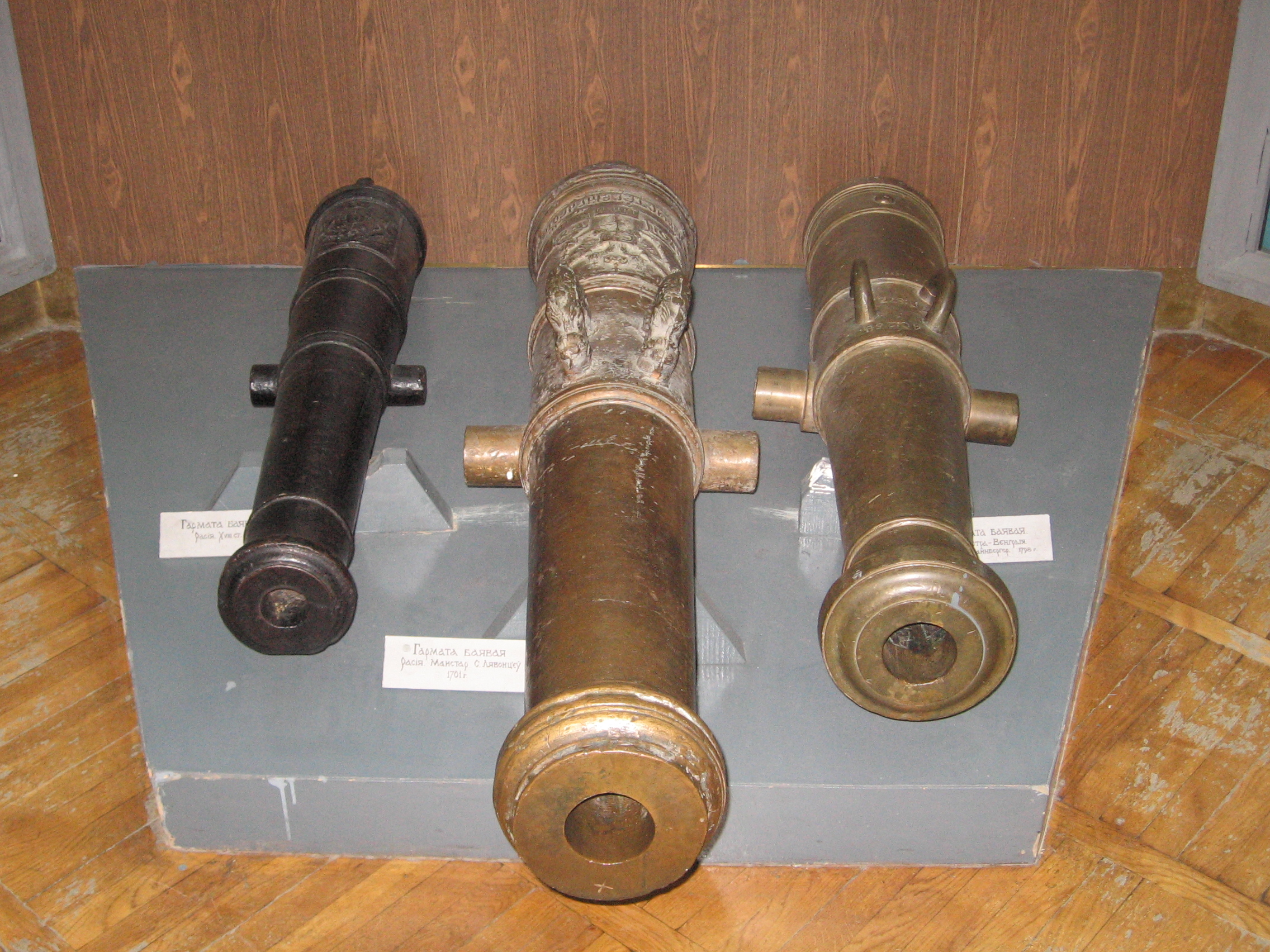
Пушки
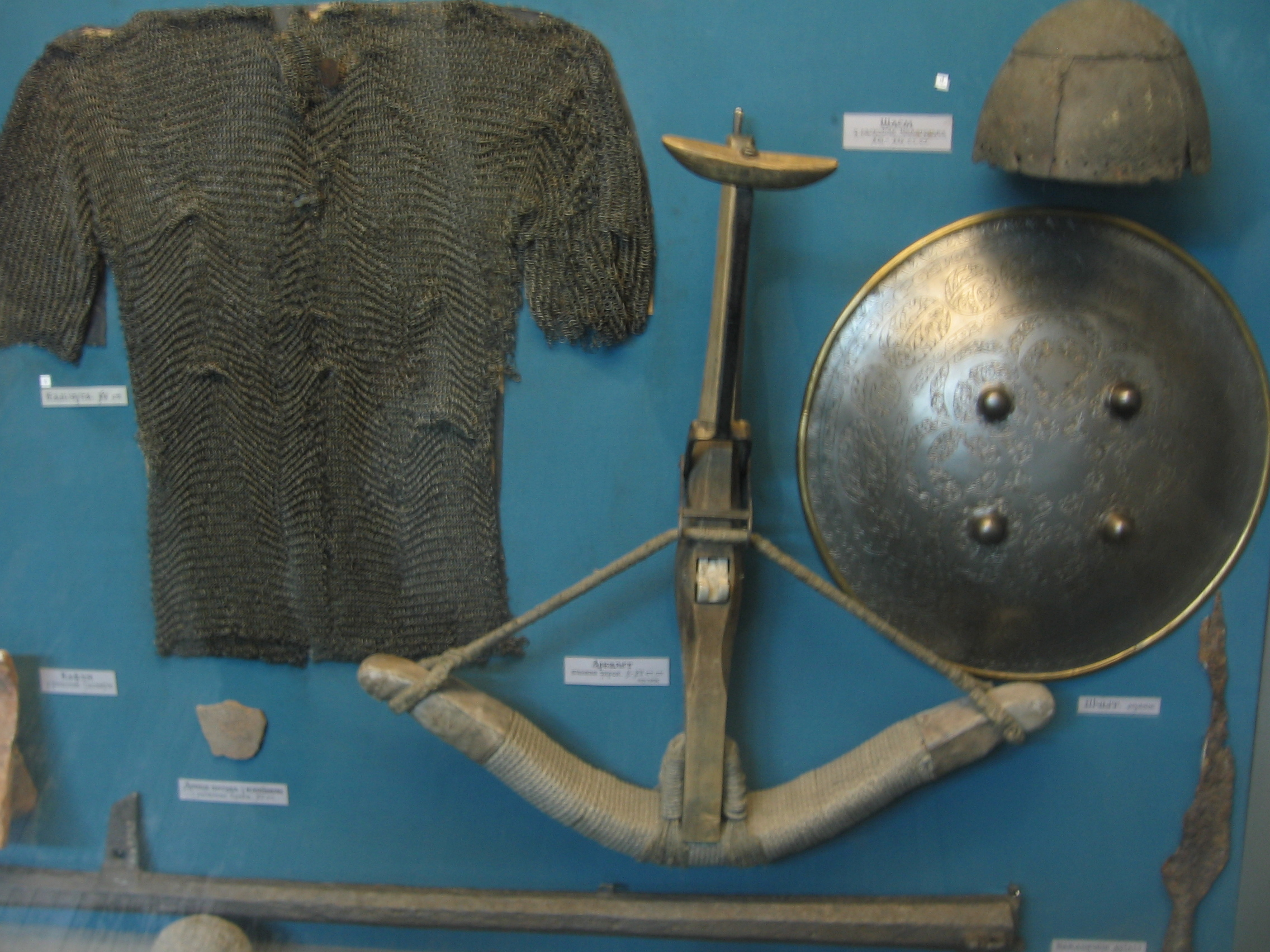
Доспехи